# Steinkult
Steinkulte und Steinverehrung (Litholatrie) sind seit der Antike weit verbreitet. Möglicherweise galten aufgerichtete Steine schon in der Jungsteinzeit als Repräsentanten von Gottheiten und waren somit Kultsteine. In diesem Sinne deuten manche Forscher auch die Obelisken im alten Ägypten, die Baityloi Sardiniens und den irisch-keltischen Turoe-Stein, in Griechenland sind es die Omphaloi. Die Verehrung von Menhiren begleitet den Steinkult bis in historische Zeit.

## Anfänge
Die Verehrung aufgerichteter Steine beginnt im Natufien. Eine kleine Steinsäule in der Nische eines Hauses von Jericho II ist nicht der einzige Hinweis darauf. In Munhata, südlich des Tiberias-Sees, das in den 1960er-Jahren von Jean Perrot (1920–2012) erforscht wurde, kamen in den Nordwänden der Häuser, der untersten Horizonte aus dem präkeramischen Neolithikum B, mehrfach gipsverputzte Nischen zutage, in denen ein Stein stand. Zu Munhata gehörte eine Anlage, die sich über mehr als 300 Quadratmeter erstreckte, von einer dicken Lehmziegelnmauer auf Steinfundamenten umgeben war. Ein Podium aus drei großen Basaltplatten mit breiten Abflussrinnen im Zentrum, ein gepflastertes Bassin von 3 × 2 m Größe und mehrere Feuerstellen legen die Vermutung nahe, dass der Komplex aus dem 8. bis 7. Jahrtausend v. Chr. ein Heiligtum war. Im umhegten ovalen Komplex von Rosh Zin, einer anderen Natufiensiedlung, war eine große rohe Steinsäule aufgerichtet worden. In der Füllung um ihre Basis fand man Opfergaben, die wohl anlässlich der Aufstellung der Säule dargebracht wurden.

## Altes Testament
Moses erhielt von JHWH den Befehl, die Kultsteine in Kanaan zu zerstören. Im Alten Testament (Tanach) wird der heilige Stein als Mazewa (hebräisch מַצֵּבָה) bezeichnet. Im Gegensatz zur Auffassung der Kanaanäer, die ihn mit der Gottheit identifizierten, wird er von den Israeliten als Zeichen für Gottes Gegenwart oder als Denkmal besonderer Ereignisse, als „Zeugnisstein“, umgedeutet.
Der Gilgal der Bibel, der Kreis aus zwölf Steinen, Symbolen der zwölf Stämme Israels, den Josua angeblich als Erinnerung an die Jordanüberschreitung aufrichten ließ, war vermutlich eine Anlage aus der Epoche der palästinensischen Megalithkultur (Megalithanlagen auf dem Golan). Die Geschichte von der Jakobsleiter erzählt, dass er an einem Stein schlief und erkannte, dass „der Herr an diesem Ort war“. Er stellte den Stein auf, begoss ihn mit Öl und nannte ihn „Bethel“, d. h. (hebräisch בֵּית אֵל ‚Haus des El ‚Haus Gottes‘).
Ungeachtet der Bekämpfung der Steinverehrung durch die Propheten blieben Menhire, Reihen, Kreise und Vierecke aus aufgerichteten länglichen Blöcken in Israel und Jordanien auffallend häufig im Bereich megalithischer Nekropolen erhalten. Zu den eindrucksvollsten Anlagen gehören die Monumente von Ain es Zerka in Jordanien auf einer Felsterrasse mit etwa  50 Großsteingräbern. Auf einer Erhöhung im Zentrum des Plateaus ragen drei Menhire von fast 2,0 m Höhe empor, die von einem kleinen Steinkreis umschlossen sind.

## Altertum und Antike
In der Antike verehrten verschiedene Völker im Mittelmeerraum Steine. Ein Steinkult ist in der kanaanitischen Religion im Rahmen des Ba’al-Kults belegt. Auf Griechisch nannte man diese Steine baitýlia oder baítyloi, lateinisch baetuli; davon ist das deutsche Wort Bätyle abgeleitet (daneben kommen in der deutschsprachigen Literatur auch die Bezeichnungen Bätylien, Bäthylien, Baitylien, Baethylien und Betyle vor). Die griechische Bezeichnung ist abgeleitet von aramäisch bet el („Haus Gottes“, vgl. hebräisch Bet-El).
Das Wort Bätyl ist erstmals im 1. Jahrhundert bei Plinius dem Älteren bezeugt, der in seiner Naturalis historia von schwarzen, runden Steinen berichtet, die als heilig galten und deren (magische) Hilfe man bei der Belagerung von Städten und im Seekrieg in Anspruch nahm; ihr Name sei baetuli. Auch der griechisch schreibende phönizische Gelehrte Herennios Philon (Philon von Byblos) verwendet den Begriff. Er beruft sich auf einen (wahrscheinlich fiktiven) phönizischen Gelehrten namens Sanchuniathon, der vor der Zeit des Trojanischen Krieges gelebt habe. Nach Philons Darstellung gab es „beseelte“ Steine (baitýlia), die Uranos erzeugte und in seinem Kampf gegen seinen Sohn Kronos verwendete. Als Vertreter der Religionsdeutung des Euhemerismus, welche die Götter als von den Menschen vergöttlichte Sterbliche auffasst, meinte Philon, dass Uranos und Kronos ursprünglich Sterbliche waren, die später zu Göttern gemacht wurden. Die beseelten Steine konnten sich offenbar nach der Philon vorliegenden Version des Mythos aus eigener Kraft bewegen und so den Gegner Kronos treffen.
Von der Beliebtheit der Bätyle bei den Phöniziern zeugen zahlreiche Münzen der römischen Kaiserzeit, auf denen sie abgebildet sind. Solche Münzen stammen aus den Städten Sidon, Byblos und Tyros.
Manche Bätyle waren Meteoriten. Sie waren entweder den Göttern geweiht oder wurden selbst als göttlich betrachtet. Die Herkunft der Meteoriten „vom Himmel“ war bekannt. Unter den griechischen Göttern war Apollon am engsten mit dem Steinkult verbunden. Auch der Name des Gottes Hermes (griechisch ἕρμα herma: „Felsen“, „Stein“, „Ballast“) deutet auf einen Zusammenhang mit einem Steinkult.
Bei den Israeliten war der Stein bedeutsam, auf dem Jakob laut Gen 28,11 schlief, als er in einer Traumvision die Jakobsleiter sah. Diesen Stein salbte er am folgenden Morgen und setzte ihn als Gedenkstein. Den Ort nannte er der biblischen Erzählung zufolge Bet-El.
Bezeugt ist Steinkult auch in der minoischen Kultur auf Kreta, wo Kultsteine als Wohnsitze von Gottheiten oder Geistern Verstorbener betrachtet wurden. Auch die Hethiter hatten heilige Steine, die sich in Tempeln oder Heiligtümern befanden und gesalbt wurden. In Zincirli in der Türkei wurde 2008 eine Stele des Kuttamuwa entdeckt, die aus dem 8. Jahrhundert v. Chr. stammt und deren Inschrift besagt, dass die Seele des auf ihr abgebildeten Kuttamuwas nach seinem Tod in dem Stein wohnte.

## Sardinien; Baityloi
Baityloi (ital.: Betili) sind kegelstumpfförmige Steinskulpturen, die als symbolische Darstellungen der Gottheit interpretiert werden. Sie zählen zu den frühesten Skulpturen und werden auf Sardinien, vielfach in Gräbern der Nuraghenzeit, gefunden. Der Name ist abgeleitet vom hebräischen Wort bet-el, bedeutet „Haus Gottes“. Die Baityloi des Mont’e Prama sind größtenteils aus Sandstein, während Statuen, die in der Gegend gefunden wurden, aus Kalkstein bestehen. 
Einer Hypothese zufolge sind sie älter als anthropomorphe Statuen, und es wird davon ausgegangen, dass sie zum Zeitpunkt der Errichtung der Nekropole von den ältesteren bronzezeitlichen Gigantengräbern versetzt wurden. Eine andere Hypothese besagt, dass sie speziell für diese Bestattungen aus einem anderen Material hergestellt wurden. Auf jeden Fall dienten die in der Nähe der Gräber aufgestellten Elemente wohl auch dazu, den Bereich zu monumentalisieren, um den Verstorbenen Ehre zu erweisen; bei ihnen es sich wahrscheinlich um Angehörige einer aristokratischen ‚Klasse‘, denen individuelle Bestattungen vorbehalten waren.
Wenige Meter vom Gigantengrab von Tamuli auf Sardinien stehen die etwa 1,5 Meter hohen perdas marmuradas – sechs nuraghische Baityloi (ital. Betili), drei männliche und drei weibliche, die schon im Mittelalter als „sa petra uue sunt sos thithiclos“ (der Stein mit den Brüsten) bezeichnet wurden und auf den sardischen Steinkult verweisen. Die insbesondere als Dreierkombination an vielen Stellen Sardiniens belegten Steine kommen u. a. beim Gigantengrab von Perdu Pes bei Paulilatino vor. Die Gigantengräber der 2. Generation wie Pradu Su Chiai aber auch einige Domus de Janas (wie Molafa) haben ein Zahnfries (ital. fregio a dentelli) mit drei Ausnehmungen, die zur Aufnahme kleiner granatenförmiger Baityloi dienten.

Baityloi
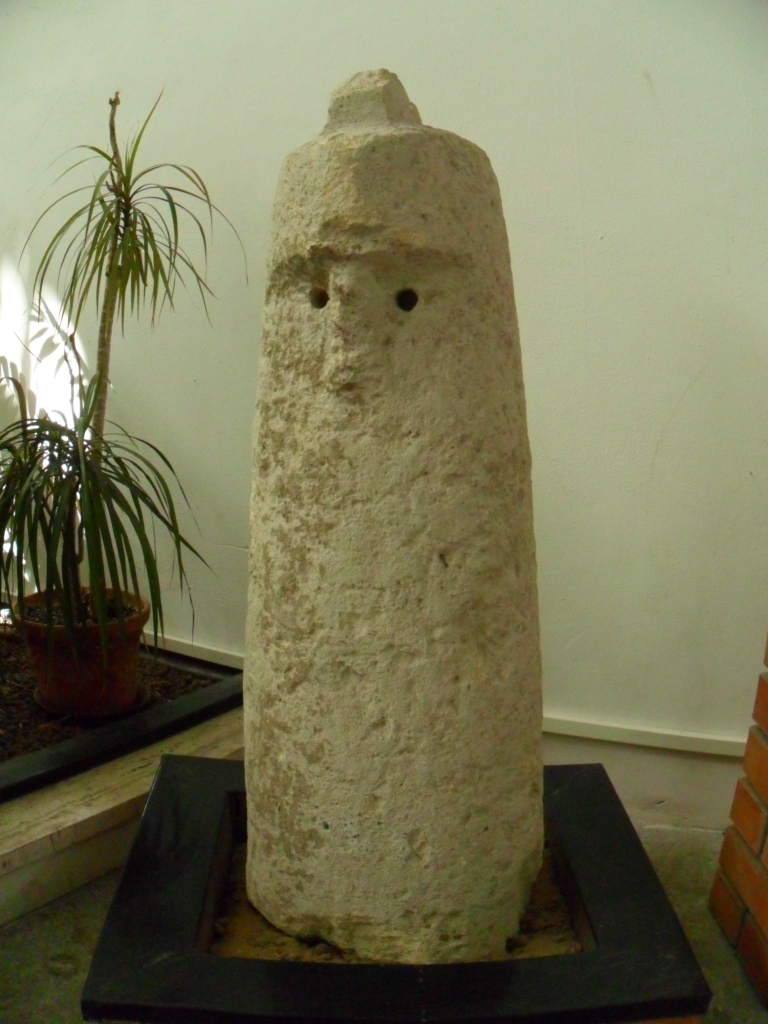
Der Baitylos von Viddalba
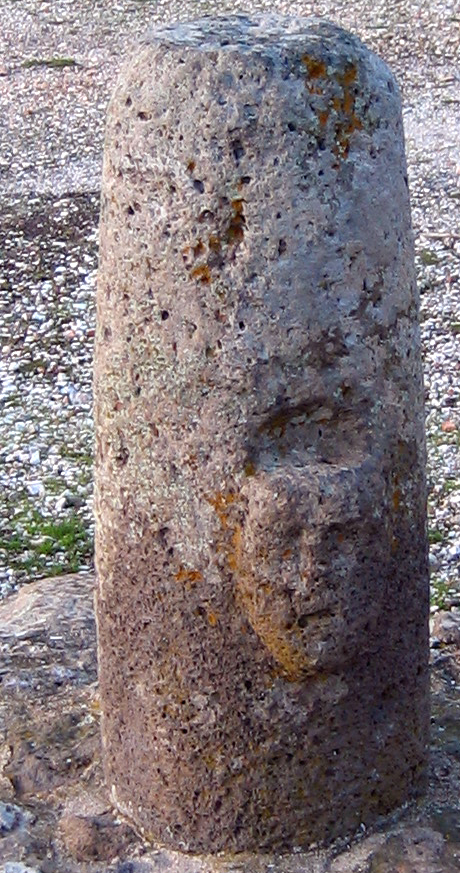
Baityl von Golgo
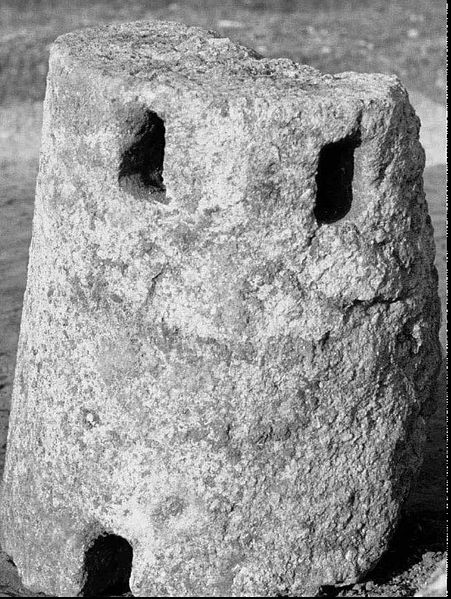
Baityloi von Oragiana
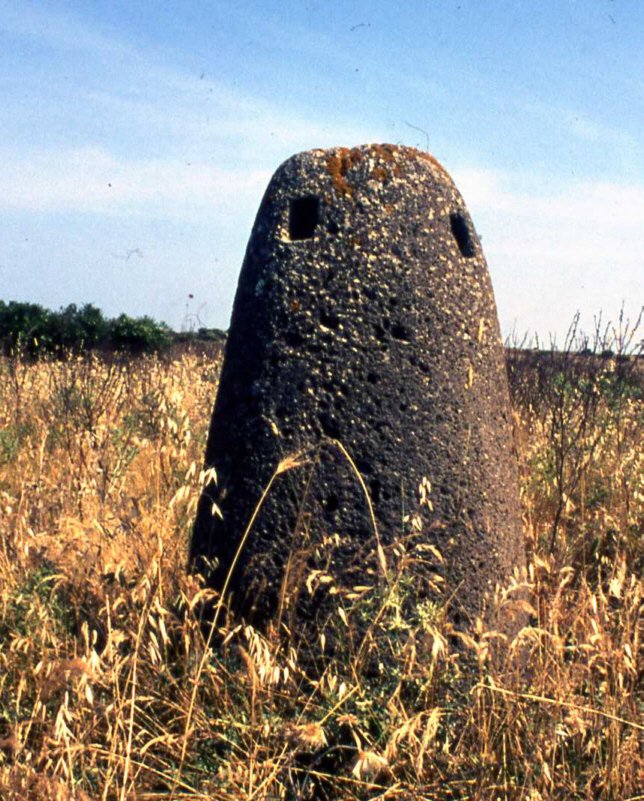
Baityloi von Santa Caterina di Pittinuri
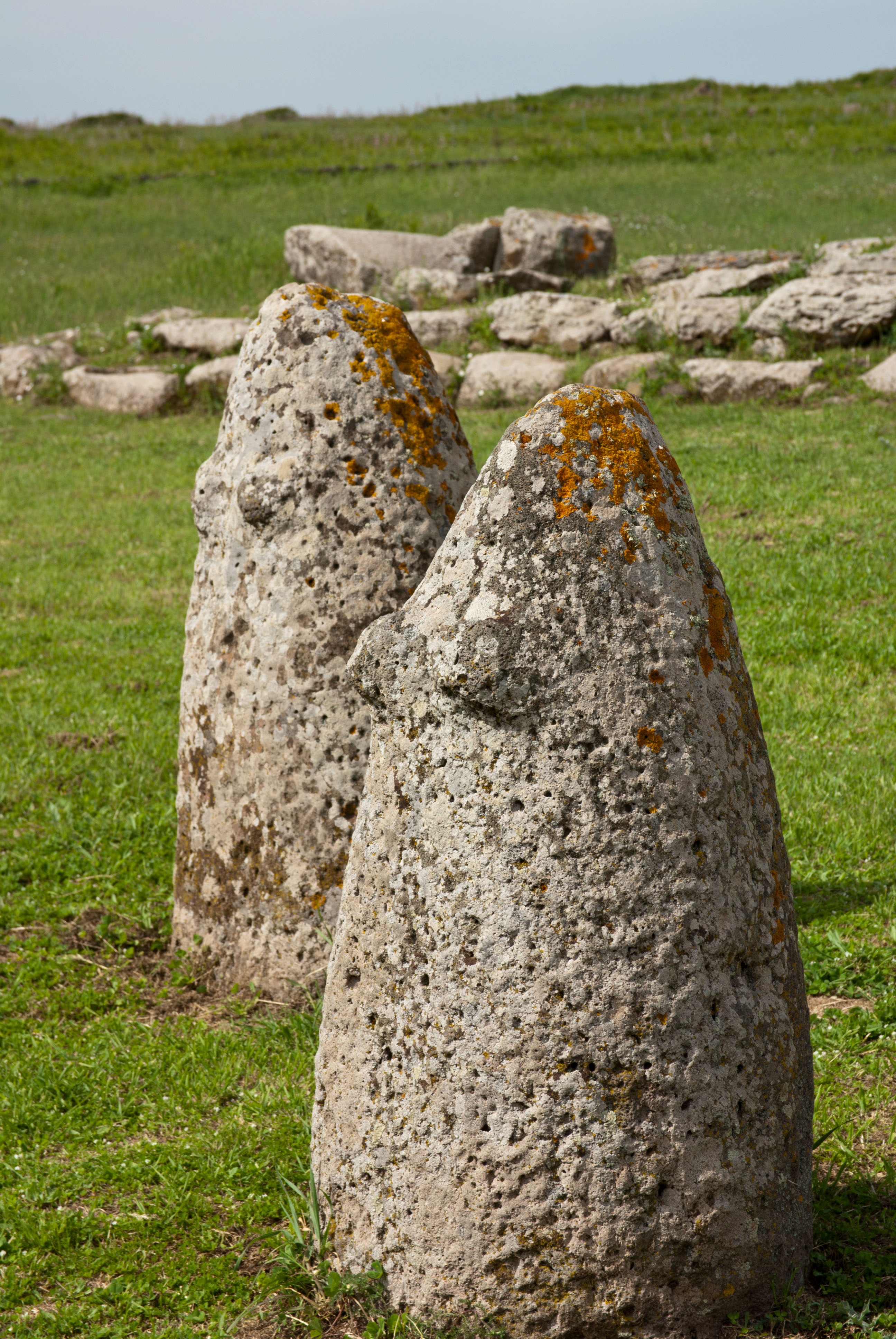
Die Steine mit den Brüsten
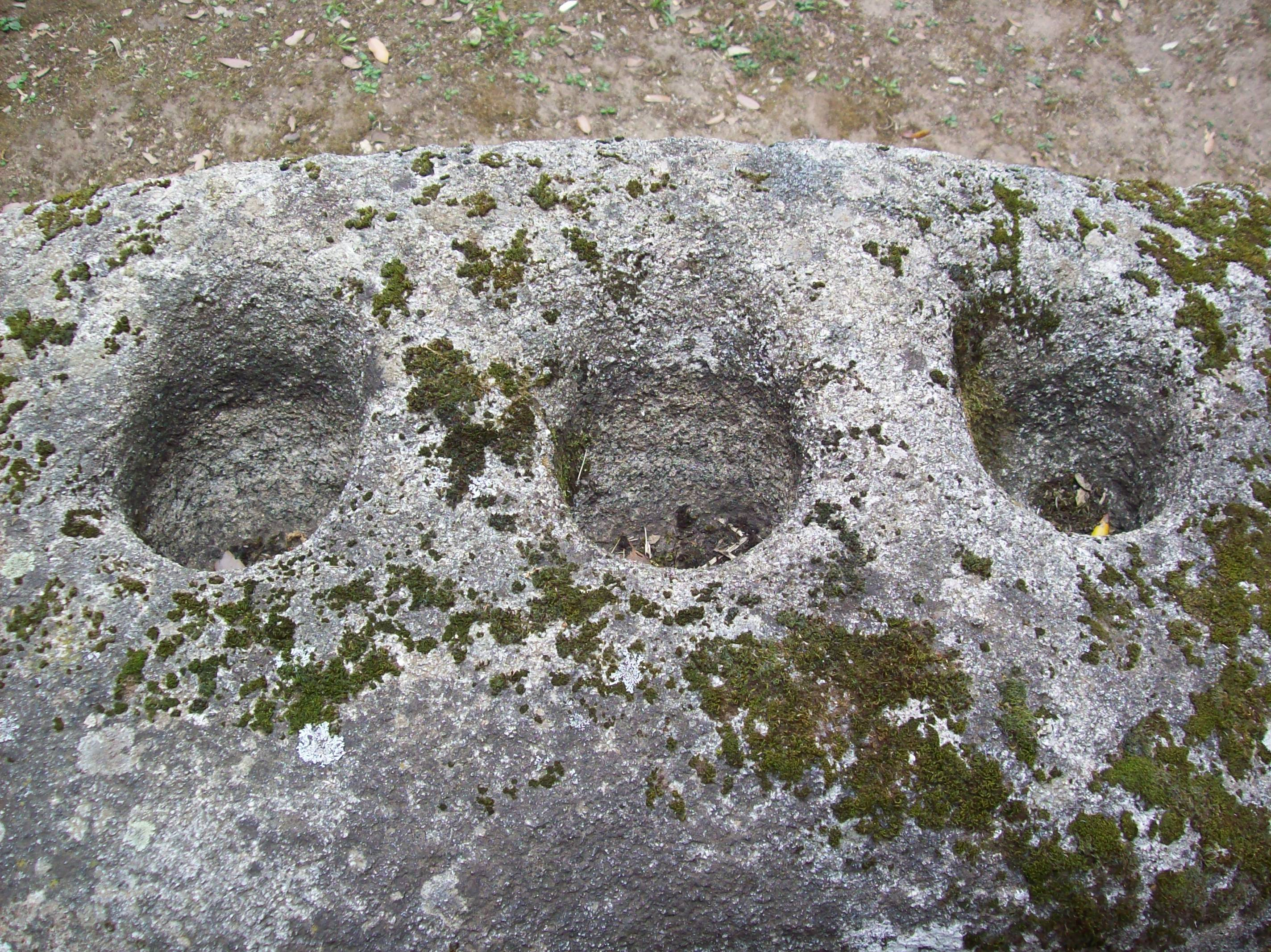
Gigantengrab Seleni II – die drei Baitylhalter

## Berühmte Kultsteine
- Der schwarze Stein in der Kaaba in Mekka, der schon in vorislamischer Zeit verehrt wurde.
- Der schwarze kegelförmige Stein in Kouklia (Zypern), welchen man als Ištar-Astarte und später als Aphrodite verehrte.
- Der auf einen goldenen Sockel gestellte schwarze, viereckige, unbehauene Stein des Gottes Duschara, den die Nabatäer in Petra verehrten.
- Der Stein von Bet-El (nördlich von Jerusalem), den die Kanaaniter als Wohnsitz des Gottes El verehrten. Bet-El wird im 1. Buch Mose (Gen 28,19 EU) als Erscheinungsort der Jakobsleiter erwähnt.
- Der Benben-Stein in Heliopolis (Ägypten).
- Der Stein des Zeus Kasios in Seleukeia Pieria (Syrien).
- Der Stein von Emesa (Homs in Syrien), der dem Gott Elagabal heilig war. Durch den römischen Kaiser Elagabal wurde der Kult dieses Gottes 219 in Rom als Staatskult eingeführt und der Stein dorthin überführt. Nach der Ermordung des Kaisers 222 wurde der Stein nach Emesa zurückgebracht.
- Der Stein des Mondgottes Sin in Harran (Nordsyrien, heute Türkei).
- Der in Silber gefasste schwarze Stein der Göttermutter Kybele von Pessinus in Phrygien, der auf Veranlassung eines Orakels der Sibylle 205/204 v. Chr. nach Rom gebracht und dort in einem eigenen Tempel auf dem Palatin untergebracht wurde.
- Der Meteor von Aigospotamoi auf der Chersonesos in Thrakien.
- Der dem Gott Apollon heilige, von einem Flechtwerk aus Wolle bedeckte Stein Omphalos im Apollon-Heiligtum von Delphi.
- Der ebenfalls in Delphi aufgestellte Stein, den nach dem Mythos die Göttin Rhea dem Gott Kronos übergab. Kronos verschlang den Stein im Glauben, es sei sein Sohn Zeus. Später zwang Zeus Kronos, den Stein auszuspucken, und stellte den Stein in Delphi auf.
- Der Stein des Zeus in der Stadt Gythio, dem Hafen von Sparta.
- Der Stein von Scone, der bei der Krönung der schottischen Monarchen eine wichtige Rolle spielte und noch heute bei der Krönung der britischen Monarchen spielt.
- Der Stein von Fál ist laut Legende der Krönungsstein der irischen Hochkönige

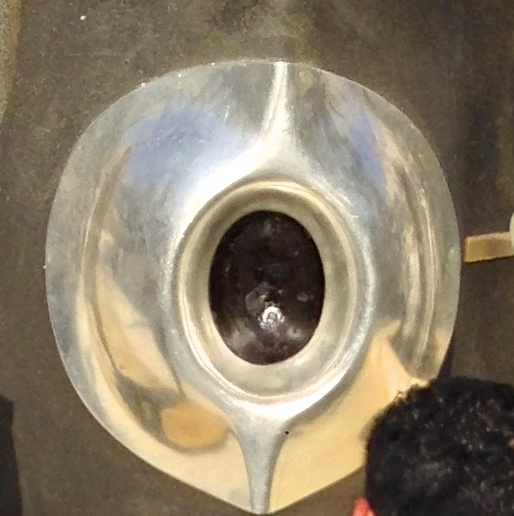
Schwarze Stein in der Kaaba
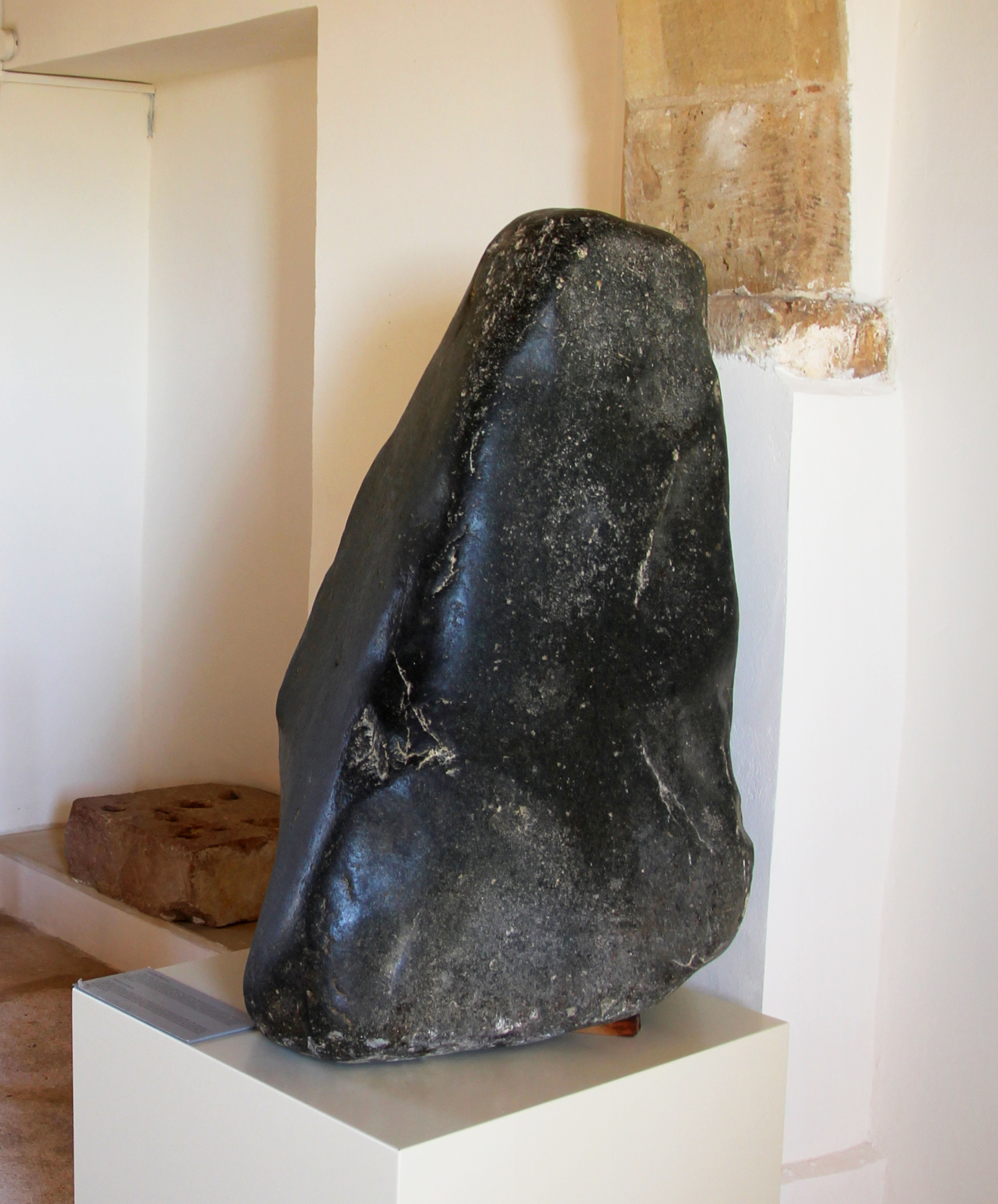
Ištar-Astarte/Aphrodite-Stein in Kouklia
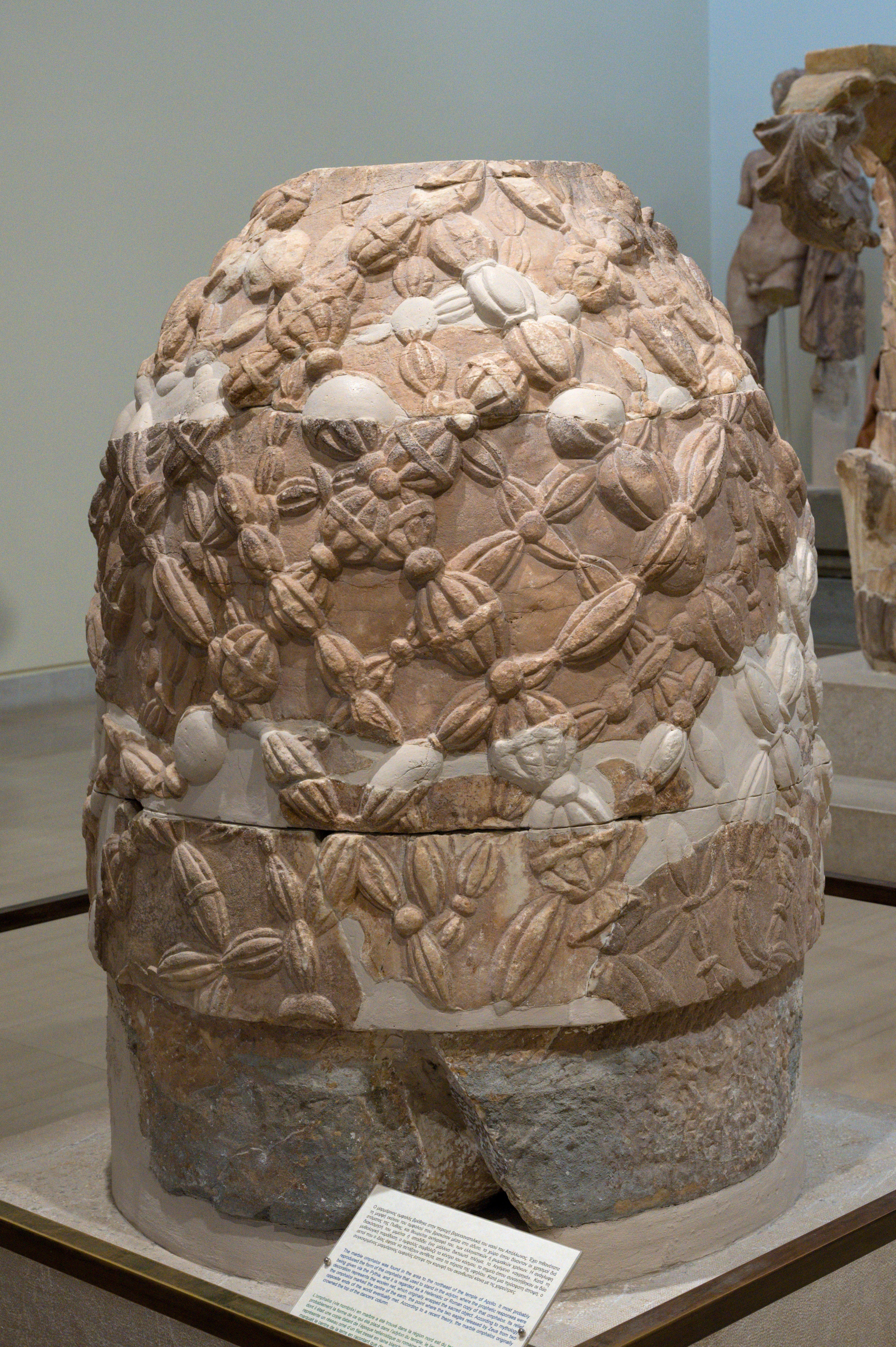
Kopie des Omphalos-Steins im Archäologischen Museum von Delphi
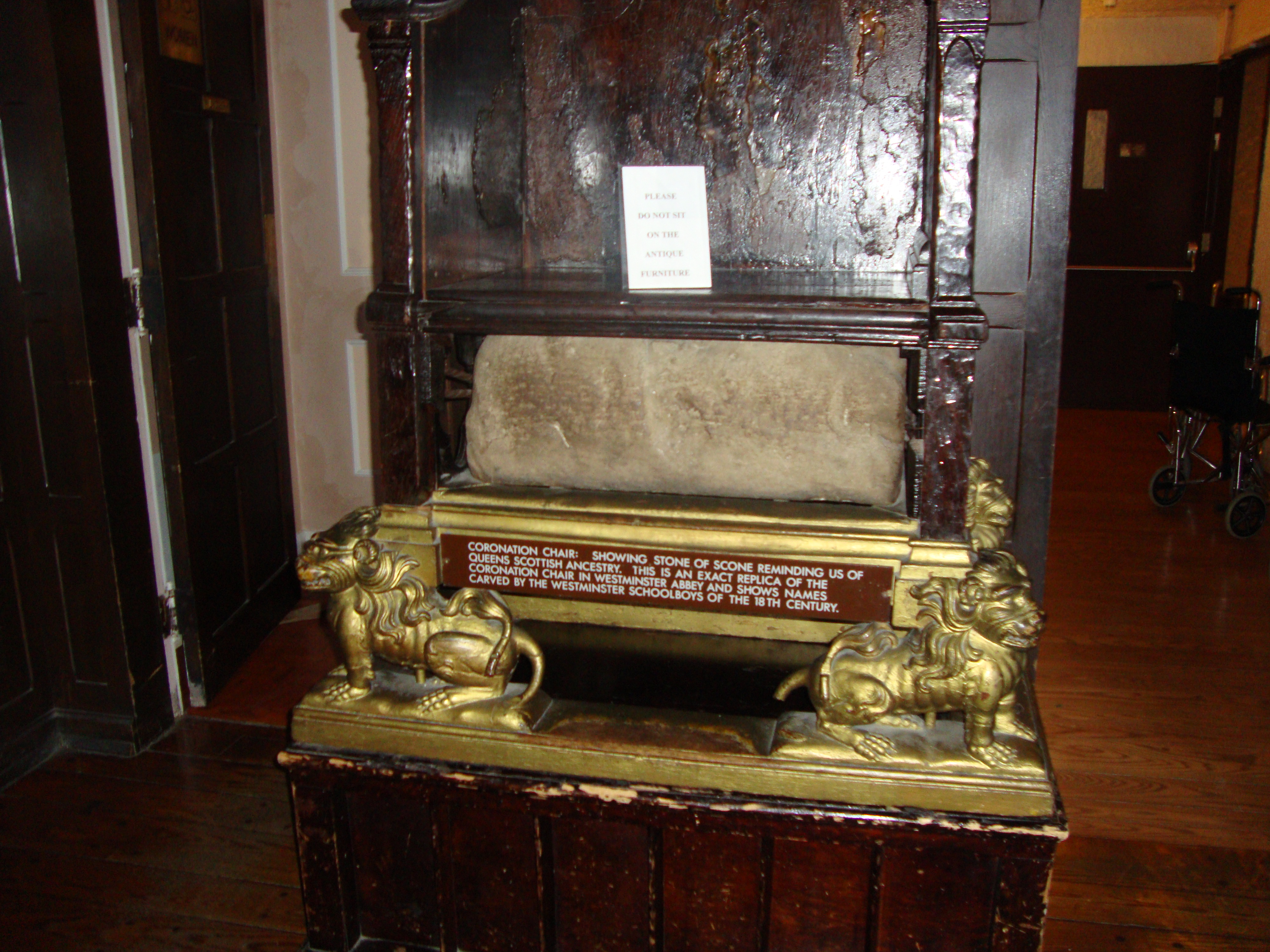
Stein von Scone
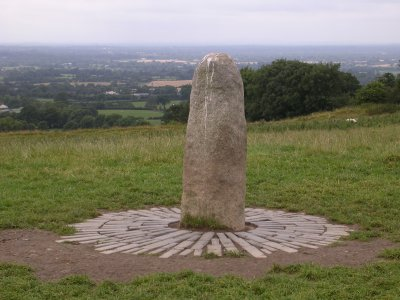
Stein von Fál